# Alain Dorémieux
Alain Dorémieux, né le 15 août 1933 à Neuilly-sur-Seine et décédé le 26 juillet 1998 à Bayonne, est un écrivain et traducteur de science-fiction français.
Il est surtout connu comme rédacteur en chef de Fiction, la principale revue de science-fiction et de fantastique en France jusqu'en 1990, qu'il a dirigée pendant plus de vingt ans.
Il a publié ses nouvelles sous divers pseudonymes : Gilbert Atlante, Luc Vigan (avec Gérard Klein et André Ruellan), Monique Dorian (pseudonyme partagé avec son épouse Monique) et les anagrammes Daniel Meauroix ou Alex Dieumorain pour ses traductions. Dans les années 1970, ses critiques sont fréquemment publiées sous le pseudonyme de Serge-André Bertrand.
Depuis 2000, un prix littéraire destiné à la première publication de jeunes auteurs de science-fiction porte son nom.

## Biographie
Alain Dorémieux nait à Paris le 15 août 1933. Son père, peu présent, meurt alors qu'il est âgé de 10 ans. Il est dès lors pensionnaire dans une institution catholique jusqu'à son baccalauréat; puis est inscrit pendant deux ans à la Sorbonne.
En octobre 1953, les éditions Opta décident de lancer une version française de The Magazine of Fantasy and Science-Fiction sous le nom de Fiction. Alain Dorémieux y collabore dès le premier numéro, réalisant traductions et relectures. Sa première nouvelle Le Chemin sur la route paraît dans le no 6.
Il commence très rapidement à participer à la sélection des textes. Il devient secrétaire de rédaction de la revue en novembre 1957 et reçoit officiellement le titre de rédacteur en chef en décembre 1958.
De mai 1961 à fin 1967, il est également le rédacteur en chef d’Alfred Hitchcock magazine.
Il se marie en octobre 1958, et sa fille Sylvie nait l'année suivante. Son épouse souffre d'une maladie mentale. Il écrit à cette époque de rares nouvelles; réticent à se publier lui-même, ces textes paraissent sous divers pseudonymes : Gilbert Atlante, l'anagramme Daniel Meauroix, Luc Vigan ainsi que Monique Dorian pour les textes en commun avec son épouse Monique. Un premier recueil, Mondes interdits est publié en 1967. Il se sépare de son épouse en 1969.
Il démissionne à la rentrée 1969 de ses fonctions de directeur littéraire des éditions Opta, et s'installe à Biarritz avec une assistante de rédaction de la société, qui deviendra sa seconde épouse. Il continue cependant à assurer à distance la rédaction en chef de Fiction.
En 1974, Alain Dorémieux y fait éclater une petite bombe en publiant un encadré dans lequel il conseille aux auteurs français amateurs de ne plus lui envoyer de manuscrits, car il en est submergé, et de se consacrer à la culture de la pomme de terre. Cet éclat provoque l'indignation et il quitte la direction en 1974[réf. nécessaire].
Un projet de nouvelle revue indépendante Nova avec Dominique Douay, échoue en 1976.
Dorémieux reprend alors l'écriture de nouvelles, sortant successivement deux recueils Promenades au bord du gouffre en 1978 puis Couloirs sans issue en 1981.
En janvier 1980, les nouvelles éditions Opta lui proposent de reprendre la direction de Fiction, ce qu'il fait de mai 1980 à octobre 1984. Il entreprend également à cette époque la réalisation d'anthologies comme Territoires de l'inquiétude.
Son seul roman, Black velvet paraît en 1993, cinq ans avant sa mort le 26 juillet 1998.

## Le rédacteur en chef et l'auteur d'anthologies
Pendant plus de vingt ans, l'histoire de Fiction est indissociable de celle de Dorémieux.
Il y fait connaître de nombreux nouveaux auteurs français comme Jean-Pierre Andrevon, Philippe Curval ou Christine Renard.
C'est cette même volonté de faire découvrir de nouveaux auteurs (y compris anglo-saxons comme Steve Rasnic Tem), alliée à son amour du genre fantastique, qui le pousse, à l'arrêt de Fiction, à entreprendre la série d'anthologies Territoires de l'inquiétude, qui verra par exemple les débuts de Thierry Di Rollo et influencera des auteurs comme Mélanie Fazi.

## L'écrivain
Alain Dorémieux ne se considère pas comme un écrivain; pour lui « l'écriture est un exutoire ».
Il écrit peu : moins d'une cinquantaine de nouvelles en soixante ans de carrière, et un unique roman l'année précédant sa mort.
Ses personnages sont fréquemment des personnages falots, avec une tendance marquée au masochisme, fascinés par des femmes rêvées, vampiriques et mortifères.
Parmi elles, on rencontre à plusieurs reprises la Vana, créature extraterrestre à apparence de femme, mais indubitablement animale, avec laquelle les relations sexuelles mènent les hommes à la mort par une maladie de langueur.
La science-fiction n'est pourtant souvent qu'un prétexte à esquisser un cadre à ces histoires, dans un futur ou un ailleurs plus ou moins lointain.

## Œuvres
Par ordre chronologique de publication

### Roman
- Black Velvet, Denoël, Présences, 1991

### Recueils de nouvelles
- Mondes interdits, Losfeld, 1967
- Promenades au bord du gouffre, Denoël, Présence du futur, 1978
- Le Livre d'or de la science-fiction : Alain Dorémieux, Presses Pocket, 1980
- Couloirs sans issue, Denoël, Présence du futur, 1981

### Nouvelles
- La Valse (1958)
- La Vana (1959)
- M'éveiller à nouveau près de toi, mon amour (1991), publiée dans Territoires de l'inquiétude-2. Cette nouvelle a reçu le Grand prix de l'Imaginaire en 1992, dans la catégorie Nouvelle francophone.

### Anthologie
- Espaces inhabitables (1973)

## Traductions
- À l'assaut de l'invisible, de A. E. van Vogt
- La Vérité avant-dernière, de Philip K. Dick
- Ubik, de Philip K. Dick
- Carmilla, de Joseph Sheridan Le Fanu
- Une planète nommée trahison, de Orson Scott Card
- L'arbre d'Halloween, de Ray Bradbury